# Championnat d'Europe junior de hockey sur glace 1973
Navigation
Championnat d'Europe junior 1972 Championnat d'Europe junior 1974
Le championnat d'Europe junior de hockey sur glace 1973 est la sixième édition de cette compétition de hockey sur glace junior organisée par la Fédération internationale de hockey sur glace. Il se déroule du 20 au 27 mars 1973 à Leningrad en Union soviétique. La sélection hôte remporte son quatrième titre dans cette compétition, devançant au classement la Suède et la Tchécoslovaquie.
Indépendamment du championnat, également appelé Groupe A, un Groupe B est joué à Heerenveen aux Pays-Bas (26-31 mars 1973).

## Groupe A

### Résultats
|  | Tchécoslovaquie | 12-3 (2-0, 7-1, 3-2) | Suisse |  |

|  | Finlande | 7-3 | Allemagne de l'Ouest |  |

|  | Suisse | 2-15 (0-5, 1-9, 1-1) | Suède |  |

|  | Union soviétique | 13-0 (7-0, 3-0, 3-0) | Finlande |  |

|  | Suède | 9-3 (2-0, 4-1, 3-2) | Allemagne de l'Ouest |  |

|  | Suisse | 2-10 (2-6, 0-1, 0-3) | Union soviétique |  |

|  | Tchécoslovaquie | 3-3 (1-1, 1-1, 1-1) | Suède |  |

|  | Tchécoslovaquie | 7-3 (4-1, 2-1, 1-1) | Allemagne de l'Ouest |  |

|  | Suisse | 0-7 (0-3, 0-0, 0-4) | Finlande |  |

|  | Union soviétique | 16-2 | Allemagne de l'Ouest |  |

|  | Suède | 16-2 (6-0, 5-1, 5-1) | Finlande |  |

|  | Union soviétique | 8-2 (2-2, 2-0, 4-0) | Tchécoslovaquie |  |

|  | Suisse | 5-3 (1-1, 3-1, 1-1) | Allemagne de l'Ouest |  |

|  | Tchécoslovaquie | 3-2 (0-1, 1-0, 2-1) | Finlande |  |

|  | Union soviétique | 6-2 (1-2, 3-0, 2-0) | Suède |  |

| Clt   | Équipe               | PJ | V | D | N | BP | BC | Diff | Pts |
| ----- | -------------------- | -- | - | - | - | -- | -- | ---- | --- |
| +001, | Union soviétique     | 5  | 5 | 0 | 0 | 53 | 8  | +45  | 10  |
| +002, | Suède                | 5  | 3 | 1 | 1 | 45 | 16 | +29  | 7   |
| +003, | Tchécoslovaquie      | 5  | 3 | 1 | 1 | 27 | 19 | +8   | 7   |
| +004, | Finlande             | 5  | 2 | 3 | 0 | 18 | 35 | -17  | 4   |
| +005, | Suisse               | 5  | 1 | 4 | 0 | 12 | 47 | -35  | 2   |
| +006, | Allemagne de l'Ouest | 5  | 0 | 5 | 0 | 14 | 44 | -30  | 0   |

- Vainqueur du Championnat d'Europe junior 1973
- Relégué dans le Groupe B 1974

### Effectif vainqueur
| Vainqueur du Championnat d'Europe junior 1973 Union soviétique | Gardiens de but : Vladimir Mychkine, Iouri Novikov Défenseurs : Alexander Malyugin, Alexander Baldin, Vladimir Lockmatov, Fyodor Kanareykin, Vladimir Kucherenko, Mikhail Kovalyov Attaquants : Viktor Jlouktov, Evgeni Lukashin, Boris Chuchin, Alexander Suskov, Vladimir Gostjusev, Alexander Kornichenko, Vladimir Lavrentev, Edmunds Vasiljevs, Vladimir Golikov, Sergei Melikov Entraîneur : |

### Honneurs individuels
- Meilleur gardien de but : Göran Högosta (Suède)
- Meilleur défenseur : František Joun (Tchécoslovaquie)
- Meilleur attaquant : Viktor Jlouktov (Union soviétique)

### Statistiques individuelles
| Joueur                | PJ | B  | A | Pts | PUN |
| --------------------- | -- | -- | - | --- | --- |
| Vladimir Golikov      | 5  | 10 | 4 | 14  | 2   |
| Evgeni Lukashin       | 5  | 8  | 3 | 11  | 4   |
| Morgan Svensson       | 5  | 9  | 1 | 10  | 4   |
| Vladimir Gostjusev    | 5  | 8  | 2 | 10  | 10  |
| Alexander Kornichenko | 5  | 6  | 4 | 10  | 2   |

## Groupe B
Il se déroule du 26 au 31 mars 1973 à Heerenveen aux Pays-Bas.

### Premier tour

#### Groupe A
|  | Pays-Bas | 2-4 | Italie |  |

|  | Norvège | 5-5 | Autriche |  |

|  | Italie | 7-6 | Norvège |  |

|  | Autriche | 4-4 | Yougoslavie |  |

|  | Yougoslavie | 5-5 | Norvège |  |

|  | Pays-Bas | 2-5 | Autriche |  |

|  | Italie | 6-1 | Autriche |  |

|  | Pays-Bas | 2-7 | Yougoslavie |  |

|  | Italie | 5-5 | Yougoslavie |  |

|  | Pays-Bas | 2-2 | Norvège |  |

| Clt   | Équipe      | PJ | V | D | N | BP | BC | Diff | Pts |
| ----- | ----------- | -- | - | - | - | -- | -- | ---- | --- |
| +001, | Italie      | 4  | 3 | 0 | 1 | 22 | 14 | +8   | 7   |
| +002, | Yougoslavie | 4  | 1 | 1 | 3 | 21 | 16 | +5   | 5   |
| +003, | Autriche    | 4  | 1 | 1 | 2 | 15 | 17 | -2   | 4   |
| +004, | Norvège     | 4  | 0 | 1 | 3 | 18 | 19 | -1   | 3   |
| +005, | Pays-Bas    | 4  | 0 | 3 | 1 | 8  | 18 | -10  | 1   |

- Qualifié pour la finale

#### Groupe B
|  | Bulgarie | 3-1 | Danemark |  |

|  | Pologne | 7-2 | France |  |

|  | Roumanie | 9-1 | Bulgarie |  |

|  | Pologne | 17-3 | Danemark |  |

|  | Roumanie | 9-4 | Danemark |  |

|  | France | 5-2 | Bulgarie |  |

|  | France | 3-6 | Danemark |  |

|  | Pologne | 6-0 | Roumanie |  |

|  | Pologne | 11-1 | Bulgarie |  |

|  | Roumanie | 12-4 | France |  |

| Clt   | Équipe   | PJ | V | D | N | BP | BC | Diff | Pts |
| ----- | -------- | -- | - | - | - | -- | -- | ---- | --- |
| +001, | Pologne  | 4  | 4 | 0 | 0 | 44 | 6  | +38  | 8   |
| +002, | Roumanie | 4  | 3 | 1 | 0 | 30 | 15 | +15  | 6   |
| +003, | France   | 4  | 1 | 3 | 0 | 14 | 29 | -15  | 2   |
| +004, | Danemark | 4  | 1 | 3 | 0 | 13 | 32 | -19  | 2   |
| +005, | Bulgarie | 4  | 1 | 3 | 0 | 7  | 26 | -19  | 2   |

- Qualifié pour la finale

### Matchs de classement
- Match pour la neuvième place

|  | Pays-Bas | 3-4 | Bulgarie |  |

- Match pour la septième place

|  | Norvège | 9-0 (3-0, 1-0, 5-0) | Danemark |  |

- Match pour la cinquième place

|  | Autriche | 4-7 (3-0, 1-3, 0-4) | France |  |

- Match pour la troisième place

|  | Yougoslavie | 5-3 (1-2, 1-1, 3-0) | Roumanie |  |

- Finale

|  | Pologne | 12-6 (9-0, 1-2, 2-4) | Italie |  |

### Classement final
La Pologne est promue dans le Groupe A 1974.
|    | Équipe      |
| -- | ----------- |
| 1  | Pologne     |
| 2  | Italie      |
| 3  | Yougoslavie |
| 4  | Roumanie    |
| 5  | France      |
| 6  | Autriche    |
| 7  | Norvège     |
| 8  | Danemark    |
| 9  | Bulgarie    |
| 10 | Pays-Bas    |